# 胡邦翰
胡邦翰（？—？），字雄白、懋文，號左原，浙江余姚人，清朝官員。

## 生平
胡邦翰於乾隆十七年（1752年）中式壬申恩科進士。曾任平和縣知縣。乾隆二十六年（1761年）調任彰化縣知縣，翌年署任台灣府淡水撫民同知。乾隆二十八年（1763年）陞泉州府金門通判。
擔任彰化知縣期間，曾創設收容窮人的留養局，此外還設立了義塚。另外由於任內曾於乾隆二十七年（1762年）左右為水沙連一帶（可能是社寮、後埔仔）被水沖壞的田園向上級——時任福建巡撫署理閩浙總督的定長請求豁免舊欠並減免田租，事成後民眾感念，遂在竹山連興宮後殿供奉胡邦翰與定長的長生祿位。又胡邦翰曾在乾隆二十七年（1762年）秋巡視水沙連堡田園時，將收成稻穀的一部份作為連興宮的香火之資。